# Медвёдовское сельское поселение (Краснодарский край)
Медвёдовское сельское поселение — муниципальное образование в Тимашёвском районе Краснодарского края России.
В рамках административно-территориального устройства Краснодарского края ему соответствует Медвёдовский сельский округ.
Административный центр — станица Медвёдовская.

## Население
| 2010    | 2012    | 2013    | 2014    | 2015    | 2016    | 2017    |
| ------- | ------- | ------- | ------- | ------- | ------- | ------- |
| 17 907  | ↗18 326 | ↗18 643 | ↗19 122 | ↗19 458 | ↗19 868 | ↗20 121 |
| 2018    | 2019    | 2020    | 2021    | 2023    |         |         |
| ↘19 901 | ↘19 630 | ↘19 562 | ↘18 609 | ↘18 527 |         |         |

## Населённые пункты
В состав сельского поселения (сельского округа) входят 3 населённых пункта:
| № | Населённый пункт | Тип населённого пункта | Население (чел.) |
| - | ---------------- | ---------------------- | ---------------- |
| 1 | Медвёдовская     | станица                | ↗17 404          |
| 2 | Большевик        | хутор                  | ↗449             |
| 3 | Ленинский        | хутор                  | ↘665             |